# 预测性维护
预测性维护（Predictive maintenance）技术用于确定在役设备状况，以预测何时需要做维护。这比日常或定期进行的预防性维护能节约成本，因为只在确有必要时才做维护。 
预测性维护的实现通常包含下述组成部分：
- 数据收集与预处理
- 早期故障检测
- 故障检测
- 失败预测
- 维护计划
- 资源优化

预测性维护有助于改善生产率、达成即时化生产。

## 概述
预测性维护首先要做定期（离线）或连续（在线）的设备状态监测，以确定在设备发生故障前的成本效益最优的维护时机。 
「预测」部分是指预测设备状态的未来趋势这个目标。用统计过程控制原理来确认未来合适的维护时机。 

## 預測維護層級
維護分成5個層級，由最基本的「Reactive Maintenance」、「Preventative Maintenance(PM)」、「Condition-Based Maintenance(CBM)」、「Predictive Maintenance(PdM)」到最高層次的「Reliability-Centered Maintenance(RCM)」。最底層的「Reactive maintenance」，或有時稱為「Breakdown maintenance」是表示有些設備的損壞並無立即的危險性與影響，或是考量成本問題，等設備使用到壞掉才會做更換或是維護，例如投影機燈泡、家中水塔泵浦、一般油壓泵浦等設備。而上一層的「Preventive maintenance」是大部分傳統的設備維護方式，也就是定期保養的方式，根據使用的經驗得知此零組件或系統的一般壽命，在此壽命週期內進行維護或是零件更換，以避免元件不預期失效造成的系統停擺，例如一般汽車的保養，都是以5000或10000公里回廠保養，進行機油更換，以確保引擎維持正常的運轉。再上一層的「Condition-Based Maintenance」則是在機器上安裝感測器，並預先設定好閥值，當感測器偵測到某些元件達到預設的閥值時，便啟動警示，例如：汽車上裝由機油油溫感知器，當車輛進行中時，機油油溫若超過預設的閥值，就會啟動警示燈告知駕駛進行停車檢視。而現代化車輛安裝的ACC自動跟車系統，則是利用雷達系統自動偵測前車距離，若前車距離小於一定的閥值，則自動啟動減速系統。「Predictive Maintenance」則是利用歷史資料以及演算法進行預測元件故障的機率，以及剩餘的元件壽命，並在元件可能失效前提出警示。這也是目前工業界正在努力研究開發的系統。最高端的「Reliability-Centered Maintenance」則是整個維護系統層級的最高境界，也是先進國家軍武系統或先進航空器所制定預防性維護的一種架構體系，以避免因為元件失效所造成的極大損失，例如，飛機引擎因為渦輪葉片失效斷裂導致空難發生所造成的人員傷亡極大，也因此在飛機的元件維護上也都需要使用「Reliability-Centered Maintenance」。

## 預測與健康管理技術(Prognostics and Health Management, PHM)
所謂的PHM技術，一般又可以分成三類：(1)基於物理模型；(2)基於數據驅動；(3)前兩者融合的方法。所謂的基於物理模型，就是對於零件或機器系統的運作與衰退，可以使用一個物理模型進行預測，例如使用線性方程式、多項式方程式、指數方程式描述其衰退趨勢。所謂的基於數據驅動方式，則是依據量測零件或系統運作的歷史紀錄，使用數據演算法或統計理論進行模型建置。進行PHM的實作一般遵從以下流程來進行數據分析，依序為資料擷取(Data Acquisition)、資料前處理(Data Pre-Processing)、特徵提取(Feature Extraction)、模型訓練(Model Training)、以模型進行預測(Prognostics)或診斷(Diagnostics)，以及資料可視化(Visualization)等步驟。預測與健康管理(PHM)方法論經由多年的理論發展與實務應用，加上機器學習演算法蓬勃發展，以及PHM可以應用於許多的領域的優勢，成為近年來在預測維護領域十分熱門的技術。然而，對於工業界應用PHM最困難的步驟，應屬訊號擷取與特徵提取，由於老舊的工具機或生產機械並不具備感測器，需以外掛的方式才能進行訊號提取，造成在PHM的普及上產生限制。另外，對於不同的領域應用，特徵的提取需要具有領域專業知識，才能有效提取有用的特徵，則模型訓練才能獲得良好的預測模型。也正因為如此，PHM要能應用得好，除了資訊的相關演算法要熟悉之外，更重要的是要對於領域知識也十分瞭解，才能夠針對問題應用PHM進行解決。

美國辛辛那提大學特聘教授，同時也擔任美國國家科學基金會(NSF)智慧維護系統產學合作中心(IMS Center)主任等多項要職的國際工業大數據專家李傑，為產業知名的PHM技術專家，其技術由逢甲大學張淵仁教授帶回台灣推廣至產業，透過採集機器的振動、電流、溫度等機台運作資訊，從訊號擷取、資料前處理、特徵提取、模型訓練、預測與診斷以及資料可視化等一系列完整流程，當下就可判斷機台是不是有異常，以及預測機台何時該保養，提早排定維修時間，避免「無預警停機」而影響產線運行。

使用預測維護技術進行安全關鍵組件的故障監控、診斷和預測，可以提高設備稼動率減少停機時間、節約成本和安全方面的效率，PHM技術為達成工業4.0一有效且實際可行的技術。
我們依循PHM六大步驟分析來降低非預期停機/故障的發生機率，進而提高機器的安全水平與稼動率。PHM可應用於任何與安全、可靠和可用之生產流程當中。 例如飛機、核能、發電廠、自駕車、風力渦輪機、煉油廠和製造業‒任何使用勞動或機械從原材料製造產品的行業。